# فابريس مورو
فابريس مورو (7 أكتوبر 1967 في فرنسا - ) (بالفرنسية: Fabrice Moreau)‏ هو لاعب كرة قدم فرنسي في مركز الوسط، شارك في كأس الأمم الأفريقية 1998. وشارك مع منتخب الكاميرون لكرة القدم وFrance military national football team ‏. أما مع النوادي، فقد لعب مع أولمبيك مارسيليا والنجم الأحمر بلغراد وباريس سان جيرمان وراسينغ كولومب ورايو فايكانو وغراتزر أي كاي ونادي النجم الأحمر سانت أوين ونادي بارتيك ثيسل ونادي باريس ونادي بكين سينوبو غوان ونادي تولون ونادي لو روتش ونادي لومان ونوتس كاونتي ونومانسيا ونادي أردريونيانز وTalavera CF ‏ وCS Meaux ‏ وأردريونيانز.

## وصلات خارجية
- فابريس مورو على موقع قاعدة بيانات كرة القدم.إي يو (الإنجليزية)
- فابريس مورو على موقع ناشيونال فوتبول تيمز (الإنجليزية)
- فابريس مورو على موقع عالم كرة القدم.نت (الإنجليزية)